# Hemilea cnidella
Hemilea cnidella es una especie de insecto del género Hemilea de la familia Tephritidae del orden Diptera.

## Historia
Munro la describió científicamente por primera vez en el año 1935.